# Chamaita trichopteroides
Chamaita trichopteroides là một loài bướm đêm thuộc phân họ Arctiinae, họ Erebidae.